# Municipio de West Ozark
El municipio de West Ozark (en inglés: West Ozark Township) es un municipio ubicado en el condado de Webster en el estado estadounidense de Misuri. En el año 2010 tenía una población de 1726 habitantes y una densidad poblacional de 15,89 personas por km².

## Geografía
El municipio de West Ozark se encuentra ubicado en las coordenadas 37°16′13″N 92°58′49″O / 37.27028, -92.98028. Según la Oficina del Censo de los Estados Unidos, el municipio tiene una superficie total de 108.63 km², de la cual 108,26 km² corresponden a tierra firme y (0,34 %) 0,37 km² es agua.

## Demografía
Según el censo de 2010, había 1726 personas residiendo en el municipio de West Ozark. La densidad de población era de 15,89 hab./km². De los 1726 habitantes, el municipio de West Ozark estaba compuesto por el 96,87 % blancos, el 0,46 % eran afroamericanos, el 0,87 % eran amerindios, el 0,17 % eran asiáticos, el 0,17 % eran de otras razas y el 1,45 % eran de una mezcla de razas. Del total de la población el 0,75 % eran hispanos o latinos de cualquier raza.